# 12e étape du Tour d'Italie 2010
Pour un article plus général, voir Tour d'Italie 2010.
La 12e étape du Tour d'Italie 2010 s'est déroulée le jeudi 20 mai 2010 entre Città Sant'Angelo et Porto Recanati sur 206 kilomètres. Le champion d'Italie Filippo Pozzato (Team Katusha) s'impose au sprint au sein d'un groupe de 10 coureurs. C’est la première victoire individuelle pour un Italien sur ce Giro. L'Australien Richie Porte arrivé au sein du peloton à 10 secondes, conserve son maillot rose acquis la veille.

## Profil de l'étape
C'est la dernière étape de plaine avant d'attaquer la moyenne puis la haute montagne dans les jours suivants. De même, c'est sans doute l'avant-dernière occasion pour les sprinteurs de remporter une étape, puisqu'il n'y aura qu'une seule autre étape de plaine dans la troisième semaine.

## La course
Un groupe de 10 coureurs fausse compagnie au reste du peloton à 14 km de l'arrivée. Parmi eux, on retrouve Filippo Pozzato (Team Katusha), qui s'impose au sprint devant Thomas Voeckler (BBox Bouygues Telecom) et Jérôme Pineau (Quick Step), ce dernier s'emparant ainsi du maillot rouge du classement par points. Le peloton arrive 10 s plus tard.

## Côtes
- Maceraia (4,9 km à 3,7 %) : 3e catégorie
- Potenza Picena (3,5 km à 4,7 %) : 3e catégorie

## Classement de l'étape

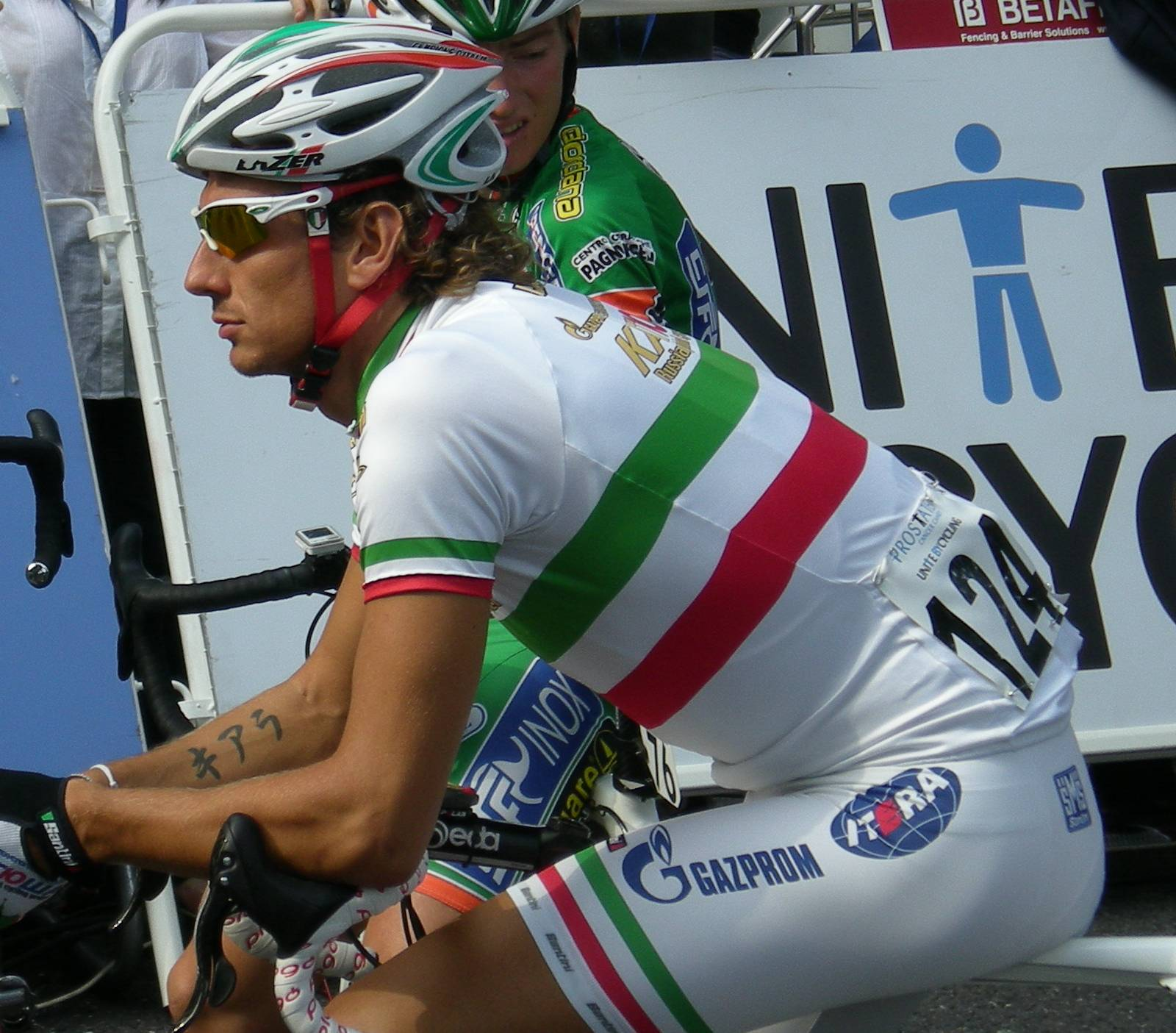
Filippo Pozzato remporte la première victoire italienne sur ce Giro.

|    | Coureur              | Pays       | Équipe                |    | Temps           |
| -- | -------------------- | ---------- | --------------------- | -- | --------------- |
| 1  | Filippo Pozzato      | Italie     | Team Katusha          | en | 5 h 15 min 50 s |
| 2  | Thomas Voeckler      | France     | BBox Bouygues Telecom | +  | m.t             |
| 3  | Jérôme Pineau        | France     | Quick Step            |    | m.t             |
| 4  | Stefano Garzelli     | Italie     | Acqua & Sapone        |    | m.t             |
| 5  | Alexandre Vinokourov | Kazakhstan | Astana                |    | m.t             |
| 6  | Vincenzo Nibali      | Italie     | Liquigas-Doimo        |    | m.t             |
| 7  | Marco Pinotti        | Italie     | Team HTC-Columbia     |    | m.t             |
| 8  | Michele Scarponi     | Italie     | Androni Giocattoli    |    | m.t             |
| 9  | Damiano Cunego       | Italie     | Lampre-Farnese Vini   |    | m.t             |
| 10 | Ivan Basso           | Italie     | Liquigas-Doimo        |    | m.t             |

## Classement général
|    | Coureur            | Pays        | Équipe           |    | Temps            |
| -- | ------------------ | ----------- | ---------------- | -- | ---------------- |
| 1  | Richie Porte       | Australie   | Team Saxo Bank   | en | 50 h 46 min 16 s |
| 2  | David Arroyo       | Espagne     | Caisse d'Épargne | +  | 1 min 42 s       |
| 3  | Robert Kišerlovski | Croatie     | Liquigas-Doimo   |    | 1 min 56 s       |
| 4  | Xavier Tondo       | Espagne     | Cervélo TestTeam |    | 3 min 54 s       |
| 5  | Valerio Agnoli     | Italie      | Liquigas-Doimo   |    | 4 min 41 s       |
| 6  | Alexander Efimkin  | Russie      | AG2R La Mondiale |    | 5 min 16 s       |
| 7  | Linus Gerdemann    | Allemagne   | Team Milram      |    | 5 min 34 s       |
| 8  | Carlos Sastre      | Espagne     | Cervélo TestTeam |    | 7 min 09 s       |
| 9  | Laurent Didier     | Luxembourg  | Team Saxo Bank   |    | 7 min 24 s       |
| 10 | Bradley Wiggins    | Royaume-Uni | Team Sky         |    | 8 min 14 s       |

## Abandons
- Dominik Roels[2] (Team Milram)
- Wouter Weylandt[2] (Quick Step)